# 马尔科·米利奇
马尔科·米利奇（1977年5月7日—），斯洛文尼亚篮球运动员，曾效力于美国NBA联盟。他在1997年的NBA选秀中第2轮第5顺位被费城76人选中。